# Branigan
Branigan è il primo album in studio della cantante statunitense Laura Branigan, pubblicato nel 1982.

## Tracce
1. All Night with Me (Chris Montan) – 3:52
2. Gloria (Umberto Tozzi, Giancarlo Bigazzi, Trevor Veitch) – 4:50
3. Lovin' You Baby (Adrian Loveridge, John Wonderling) – 4:34
4. Living a Lie (Dick St. Nichlaus, Sue Neal) – 3:41
5. If You Loved Me (Diane Warren, The Doctor) – 3:15
6. Please Stay, Go Away (Loveridge, Wonderling) – 3:33
7. I Wish We Could Be Alone (Laura Branigan) – 3:18
8. Down Like a Rock (Randy VanWarmer) – 3:34
9. Maybe I Love You (Veitch, Greg Mathieson, Alan Sorrenti) – 3:31